# 小宮逸人
小宮 逸人（こみや はやと、1995年10月27日 - ）は、日本の男性声優。東京都出身。アーツビジョン所属。

## 略歴
元々はゲームやアニメが好きだったことから、母が行っていた声優のイベントについていくことがあったという。そのイベントで見たトークやパフォーマンスが楽しかったことと、アニメの収録に限らず別の場面でも活躍していたことから「何でもできるんだな、かっこいいな！」と感じたことがきっかけで声優を目指したという。また、母がイケメンが登場する乙女ゲームが好きであり、男性声優が出演しているイベントに足を運んだ時、その魅力に惹かれたことから「自分もなりたい」という気持ちが芽生えたという。
日本ナレーション演技研究所出身。

## 人物
弟がいる。
趣味・特技としてサッカー、NBA観戦、グルメ探索、腕相撲、ラテアートをそれぞれ挙げている。

## 出演
太字はメインキャラクター。

### テレビアニメ
2020年
- 文豪とアルケミスト 〜審判ノ歯車〜
- フルーツバスケット（男子生徒）

2021年
- はたらく細胞!!（赤血球2）
- ホリミヤ（男子生徒）
- カードファイト!! ヴァンガード overDress（少年の声）

2022年
- 失格紋の最強賢者（男子生徒A）
- デリシャスパーティ♡プリキュア（生徒、赤井とうま）
- アオアシ（亀山航）
- ぼっち・ざ・ろっく!（生徒）

2023年
- 弱虫ペダル LIMIT BREAK（観客）

2024年
- 黒執事 -寄宿学校編-（学生）

### 劇場アニメ
- 映画 妖怪学園Y 猫はHEROになれるか（2019年）
- 劇場版 美少女戦士セーラームーンEternal（2021年、男）

### Webアニメ
- あたしンちNEXT（2024年、生徒〈ガヤ〉、神輿の一団）

### ゲーム
- Readyyy!（2019年、五十嵐比呂[4]）
- モンスターストライク（2020年、東洲斎写楽[6]）
- 夢王国と眠れる100人の王子様（2021年、シャロン〈2代目〉[7]）
- 魔法使いの夜（2022年）

### デジタルコミック
- チーム怪盗JET 王子とフリョーと、カゲうすい女子!?（海藤朔[8]）

## ディスコグラフィ

### キャラクターソング
| 発売日   | 商品名                        | 歌 | 楽曲                                                        | 備考                     |
| 2018年   | 2018年                        | 2018年 | 2018年                                                      | 2018年                   |
| -------- | ----------------------------- | --- | ----------------------------------------------------------- | ------------------------ |
| 4月14日  | Readyyy! Project              | SP!CA | 「Special Nu World」                                        | ゲーム『Readyyy!』関連曲 |
| 6月3日   | Readyyy! Project 第2弾        | SP!CA | 「SP!CA 〜Blue Light Stars〜」                              | ゲーム『Readyyy!』関連曲 |
| 9月22日  | Readyyy! Project 第3弾        | SP!CA | 「MY BEST FRIENDS」                                         | ゲーム『Readyyy!』関連曲 |
| 2019年   |                               | |                                                             |                          |
| 3月27日  | Readyyy! Selections           | SP!CA、摩天ロケット、Just 4U、RayGlanZ、La-Veritta | 「Special Medley」                                          | ゲーム『Readyyy!』関連曲 |
| 8月17日  | Readyyy! 第4弾                | SP!CA | 「Running to the top」 「nineteen! feat.SP!CA -short ver-」 | ゲーム『Readyyy!』関連曲 |
| 2021年   |                               | |                                                             |                          |
| 12月22日 | Readyyy! 第5弾                | SP!CA | 「恋してLADY」                                              | ゲーム『Readyyy!』関連曲 |
| 12月22日 | RE:motion                     | SP!CA、摩天ロケット、Just 4U、RayGlanZ、La-Veritta | 「RE:motion」                                               | ゲーム『Readyyy!』関連曲 |
| 2022年   |                               | |                                                             |                          |
| 6月22日  | Readyyy! T.O.P Idol SHOW!! EP | Team Iris (清水弦心（CV: 田中文哉）, 伊勢谷全（CV: 大町知広）, 藤原蒼志（CV: 澤田龍一）, 紺野梓（CV: 遠藤淳）, 明石達真（CV: 黒木陽人）, 五十嵐比呂（CV: 小宮逸人）) | ｢One」                                                      | ゲーム『Readyyy!』関連曲 |
| 2023年   |                               | |                                                             |                          |
| 7月30日  | Are you Readyyy？             | SP!CA、摩天ロケット、Just 4U、RayGlanZ、La-Veritta | 「Are you Readyyy？」                                       | ゲーム『Readyyy!』関連曲 |

## ライブ・イベント

### 合同ライブ
| 出演日             | タイトル                                                                               | 会場                             |
| ------------------ | -------------------------------------------------------------------------------------- | -------------------------------- |
| 2018年2月14日      | 『Readyyy!』プロジェクト2月14日制作発表vol.1                                           | 六本木ニコファーレ（東京都）     |
| 2018年3月14日      | 『Readyyy!』プロジェクト3月14日制作発表Vol.2                                           | 六本木ニコファーレ（東京都）     |
| 2018年4月14日      | 【セガフェス2018】『Readyyy!』ゴー☆ルドステージ Vol.0 〜僕ら、本格始動します！〜       | ベルサール秋葉原（東京都）       |
| 2018年4月28日      | 『Readyyy!』ゴー☆ルドステージ Vol.1 〜僕ら、明日に向かって歌います！〜                 | 原宿クエストホール（東京都）     |
| 2018年5月13日      | 『Readyyy!』ゴー☆ルドステージ Vol.2 〜僕ら、晴れやかにおもてなしします！〜             | よみうりホール（東京都）         |
| 2018年6月3日       | 『Readyyy!』ゴー☆ルドステージ Vol.3 〜僕ら、雨ニモマケズおもてなしします！〜           | よみうりホール（東京都）         |
| 2018年7月16日      | 『Readyyy!』ゴー☆ルドステージ Vol.4 〜僕ら、夏の太陽より熱くおもてなしします！〜       | よみうりホール（東京都）         |
| 2018年7月21日      | 『Readyyy!』ゴー☆ルドステージ Vol.4.5 〜僕ら、池袋で2日間おもてなしします！〜          | セガ池袋GiGO 7F（東京都）        |
| 2018年8月26日      | 『Readyyy!』ゴー☆ルドステージ Vol.5 〜僕ら、夜空の花火よりも盛大におもてなしします！〜 | よみうりホール（東京都）         |
| 2019年5月11日      | Readyyy! Happyyy! Partyyy! 2019                                                        | 日本消防会館（東京都）           |
| 2019年8月14日      | ディアプロ夏祭り〜OTODAMA de ソイヤ！〜                                                | OTODAMA SEA STUDIO（神奈川県）   |
| 2020年2月8日       | Readyyy! 2nd anniversary LIVE "THE NEW MOMENT"                                         | 恵比寿 The Garden Hall（東京都） |
| 2021年3月13日,14日 | Readyyy! 3rd anniversary Live “LINK THE MOMENT”                                        | Yokohama 1000 CLUB（神奈川県）   |
| 2022年2月13日      | Readyyy! 4th Anniversary Live "Twinkle of Protostars"                                  | 豊洲ピット（東京都）             |

### ユニットメンバー
1. 1 2 3 4 5 6  久瀬光希（住谷哲栄）、錦戸佐門（長谷徳人）、五十嵐比呂（小宮逸人）、紺野梓（遠藤淳）、胡桃沢タクミ（観世智顕）
2. 1 2 3  藤原蒼志（澤田龍一）、伊勢谷全（大町知広）、真田淳之介（服部想之介）、高千穂亜樹（梅田修一朗）
3. 1 2 3  明石達真（黒木陽人）、柳川彗（古田一晟）、綾崎小麦（安田駿）、折笠凛久（美藤大樹）
4. 1 2 3  宗像十夜（近衛秀馬）、碓井千紘（小野将夢）、香坂安吾（三浦勝之）
5. 1 2 3  上條雅楽（榊原優希）、清水弦心（田中文哉）